# La Morte
La Morte ist eine französische Gemeinde mit 139 Einwohnern (Stand: 1. Januar 2022) im Département Isère in der Region Auvergne-Rhône-Alpes (vor 2016 Rhône-Alpes). Sie gehört zum Arrondissement Grenoble und zum Kanton Oisans-Romanche.

## Geographie
Die Gemeinde La Morte liegt am Nordwestrand des Oisans-Massivs der Dauphiné-Alpen, etwa 32 Kilometer südsüdöstlich von Grenoble. Umgeben wird La Morte von den Nachbargemeinden Livet-et-Gavet im Norden und Nordosten, Lavaldens im Osten und Südosten, Villard-Saint-Christophe im Süden und Südwesten, Cholonge im Südwesten sowie Saint-Barthélemy-de-Séchilienne im Westen und Nordwesten.

## Bevölkerungsentwicklung
| Jahr                       | 1962 | 1968 | 1975 | 1982 | 1990 | 1999 | 2006 | 2013 | 2021 |
| -------------------------- | ---- | ---- | ---- | ---- | ---- | ---- | ---- | ---- | ---- |
| Einwohner                  | 76   | 67   | 69   | 120  | 142  | 130  | 132  | 142  | 139  |
| Quellen: Cassini und INSEE |      |      |      |      |      |      |      |      |      |

## Sehenswürdigkeiten
- Himmelfahrtskirche
- Kirche Saint-Pierre-Julien-Eymard
- Protestantische Kirche
- Kapelle Sainte-Anne in Le Désert

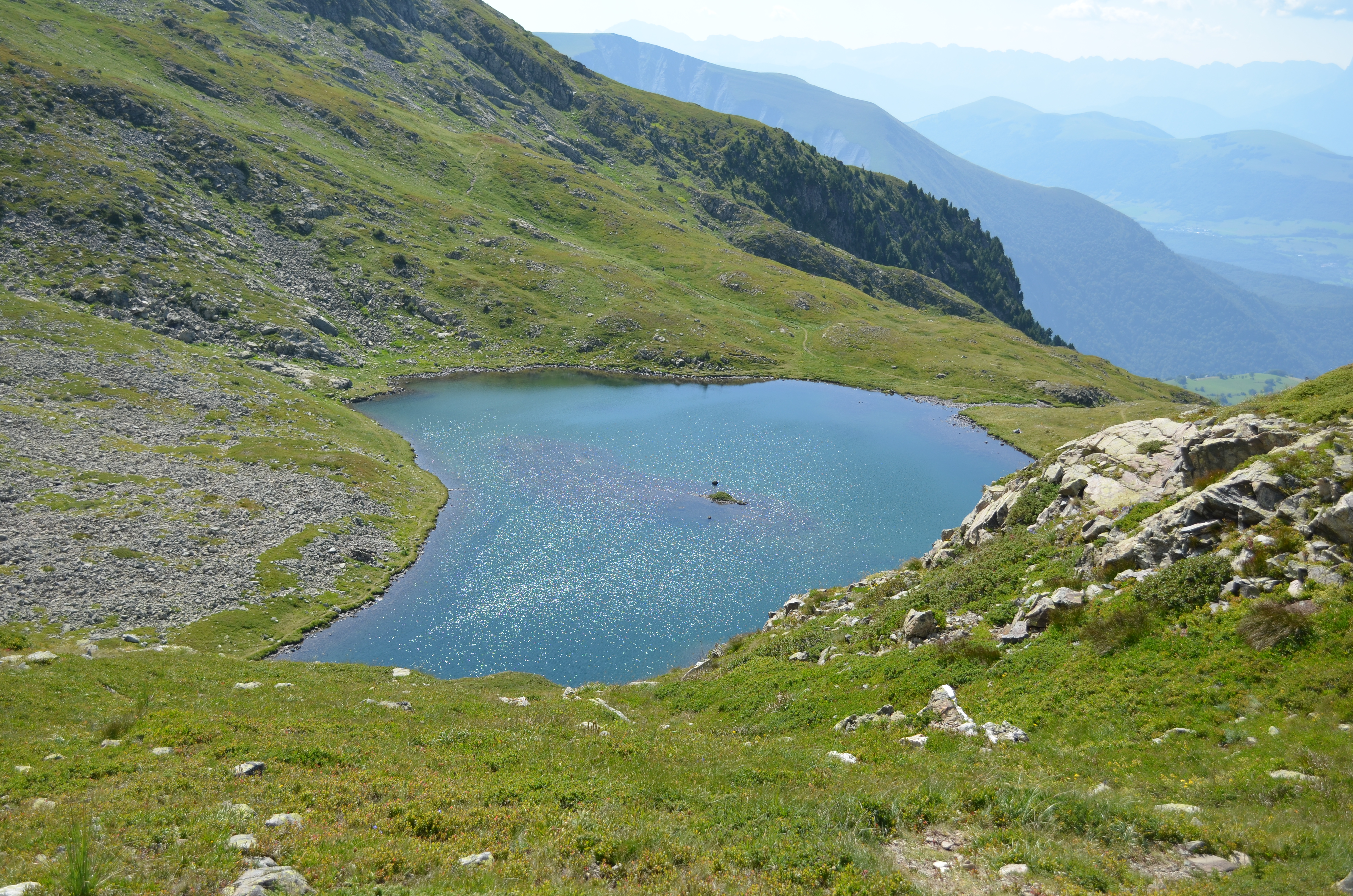
Lac de Brouffier
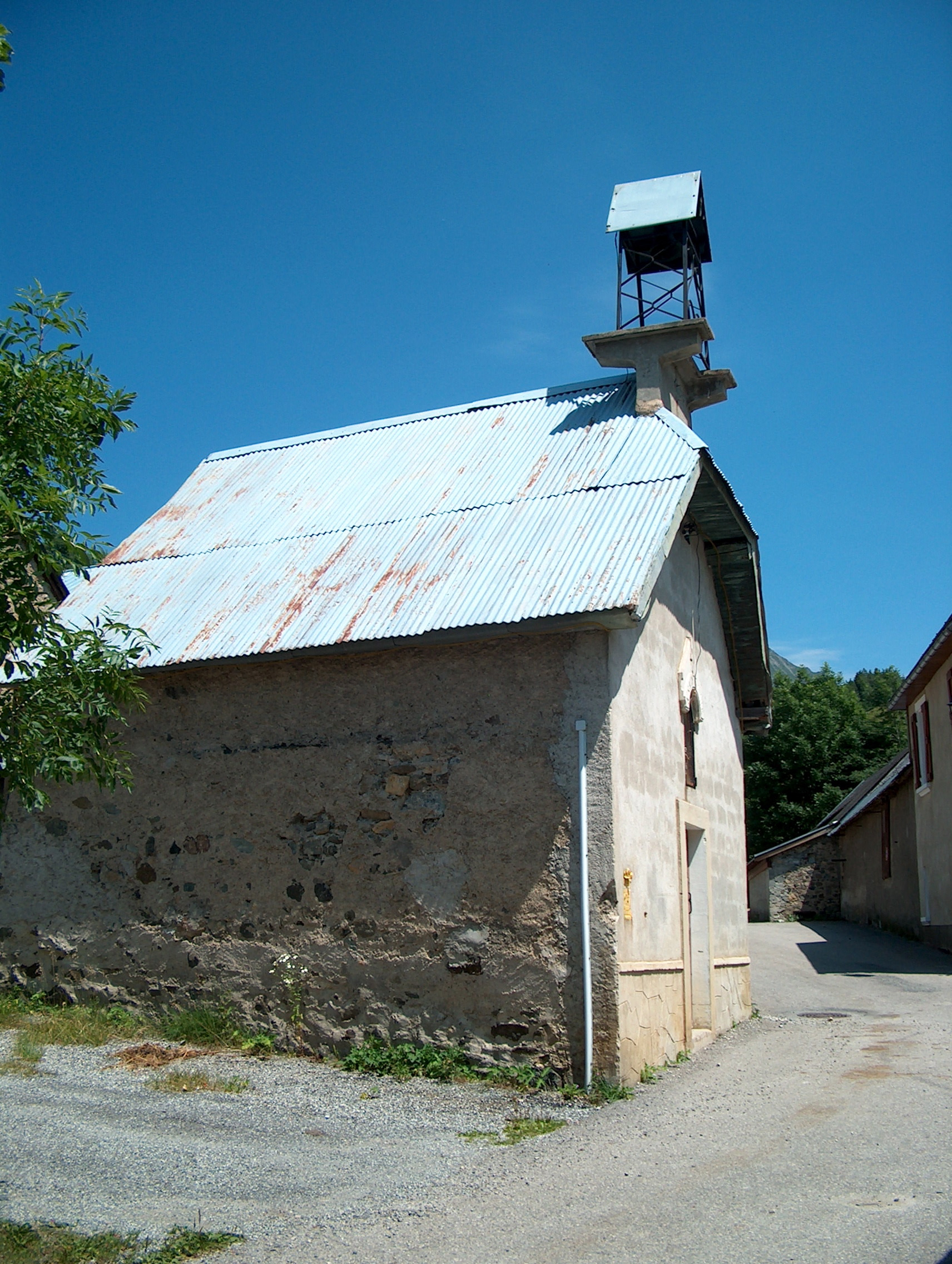
Kapelle Sainte-Anne
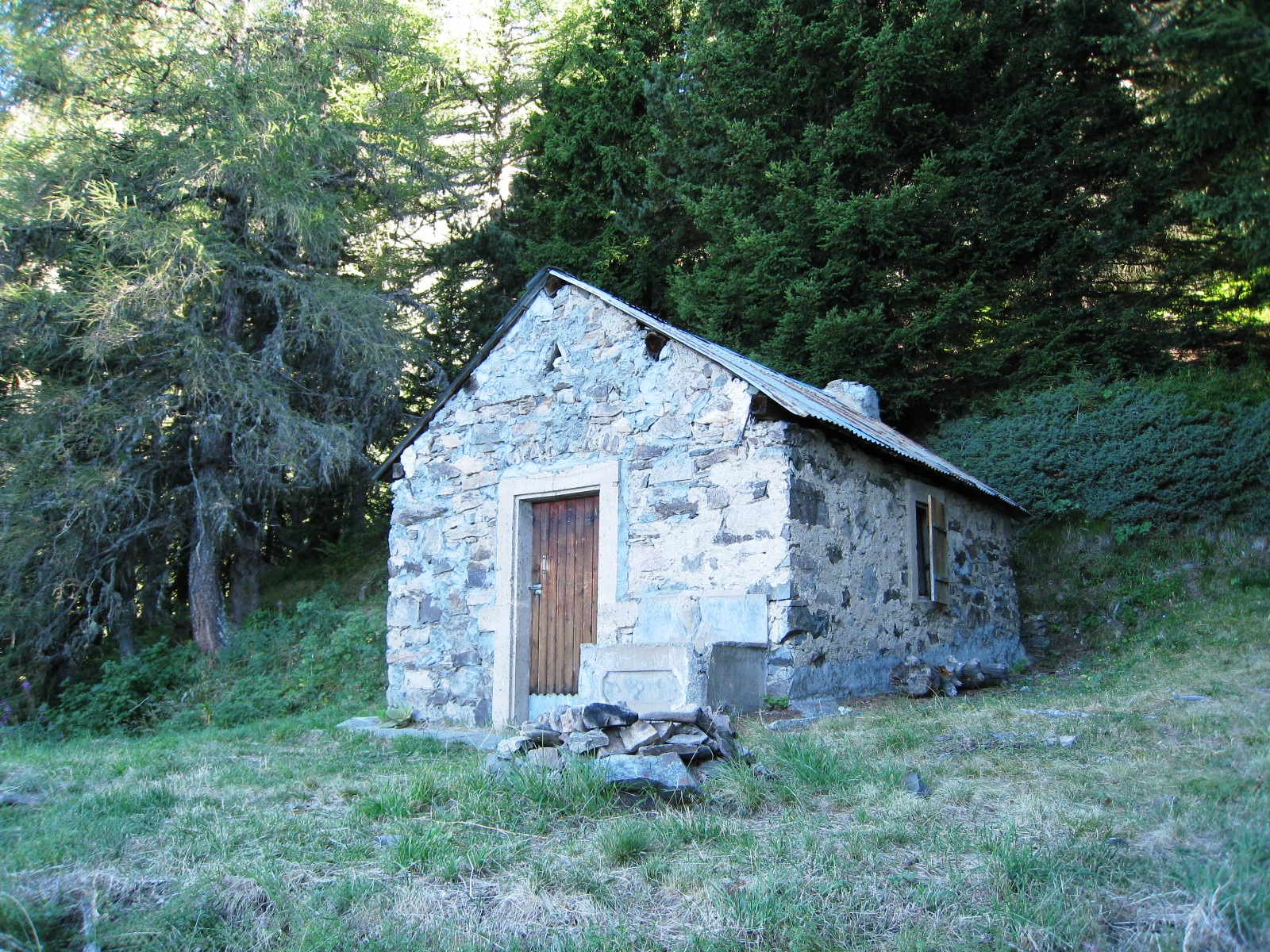
Schutzhütte Périmètre
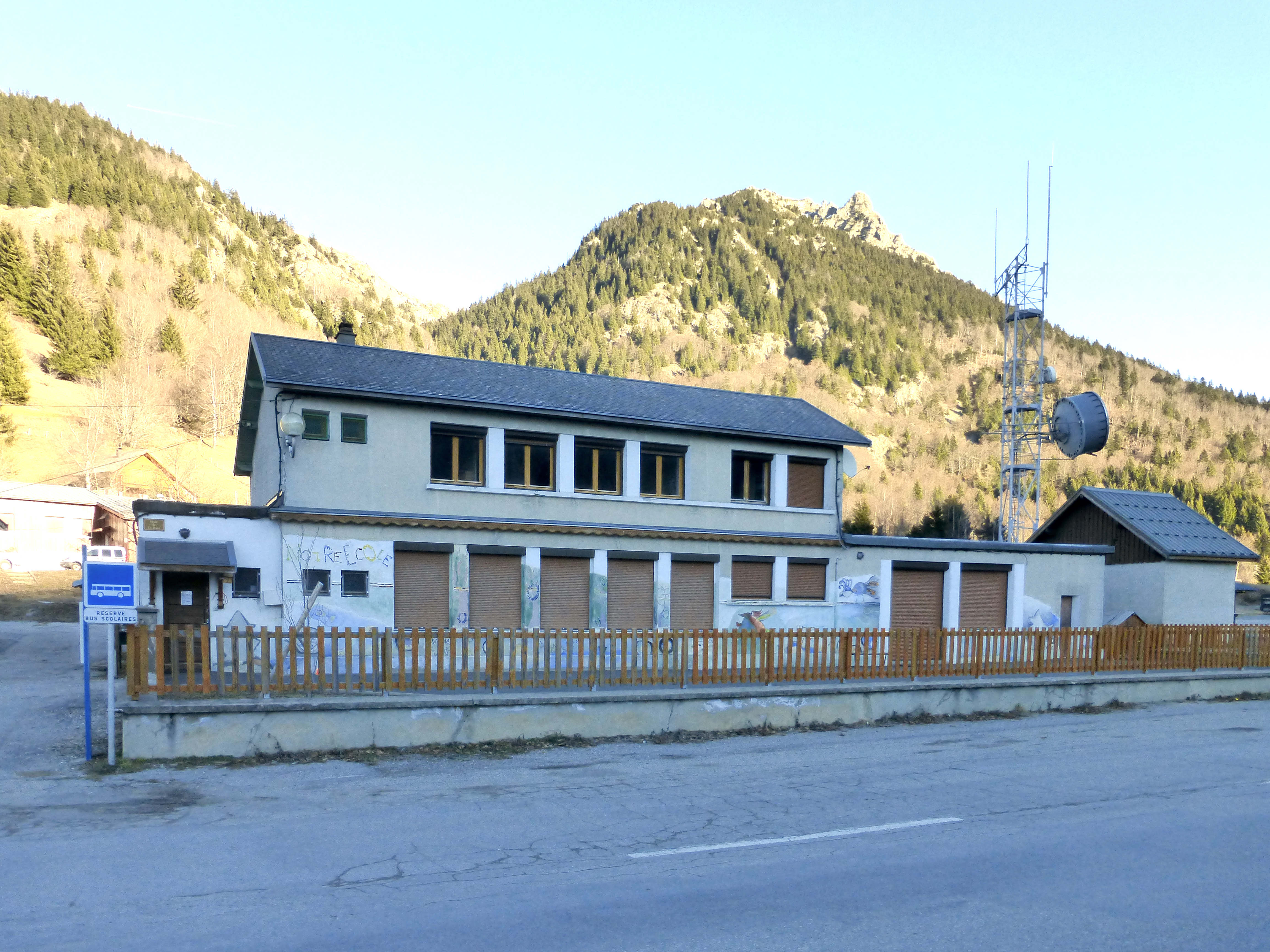
Schule

- Lac de Brouffier
- Kapelle Sainte-Anne
- Schutzhütte Périmètre
- Schule